# Melegszamos
Melegszamos (románul Someșu Cald) volt falu Romániában, Kolozs megyében.

## Nevének említése
1839-ben, 1863-ban Hév-Szamos, Hév-Szomos, Szomesu-Káld, 1850-ben, 1857-ben Meleg Szamos, Hévszamos, 1873-ban Szamos (Hév-), Szomesu káld, 1880-ban Szamos (Meleg-), 1890-ben Meleg-Szamos, 1920-ban Someșul cald, 1930-ban és 1941-ben Someșul-Cald volt a neve.

## Története
A falu a trianoni békeszerződésig Kolozs vármegye Gyalui járásához tartozott.
1982-ben a tarnicai víztározó építésekor megszüntették.

## Lakossága
1850-ben a 453 fős településnek 2 magyar lakosa volt. 1977-ben az 1666 főre duzzadt településen 99 magyar, 3 német, 2 cigány, 2 ukrán és 1 szlovák nemzetiségű élt. 1992-ben 574 fős lakosságából 25 fő magyar származású volt.
1850-ben 442 fő ortodox és 11 római katolikus lakta. 1992-ben 506 ortodox, 1 görögkatolikus, 3 római katolikus, 23 református, és 41 pünkösdista hívő élt a faluban.